# 昆虫館

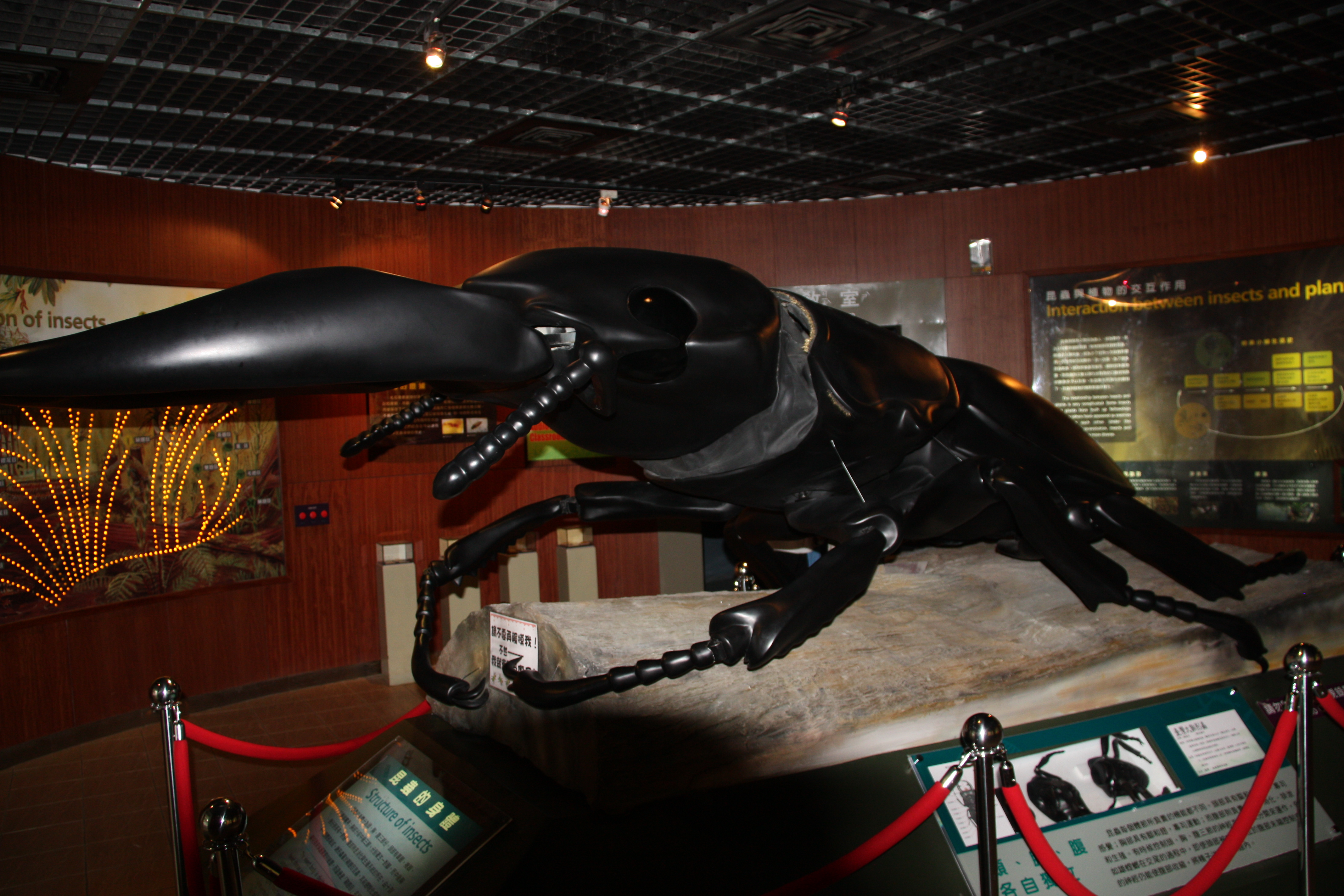
昆虫館での展示例（台北動物園）

昆虫館（こんちゅうかん、英: insectarium）とは、生きている昆虫を展示する博物館である。昆虫園、昆虫生態館ともいう。昆虫館はクモ、カブトムシ、ゴキブリ、アリ、ハチ、ヤスデ、ムカデ、コオロギ、バッタ、ナナフシ、サソリ、カマキリなど様々な種類の昆虫や節足動物を常設展示している。展示物は陸生の節足動物や類似の動物を研究する昆虫学者、クモ学者や他の科学者にとっては仕事として重要であり、昆虫の種類、生息地といった昆虫について学べることに集中できる。
蝶園はチョウとガを展示している特殊な昆虫館である。さらに、これらは多くの動物園、植物園、ネイチャーセンター、自然史博物館、科学館のように季節に応じたチョウを展示している。

## 世界の昆虫館

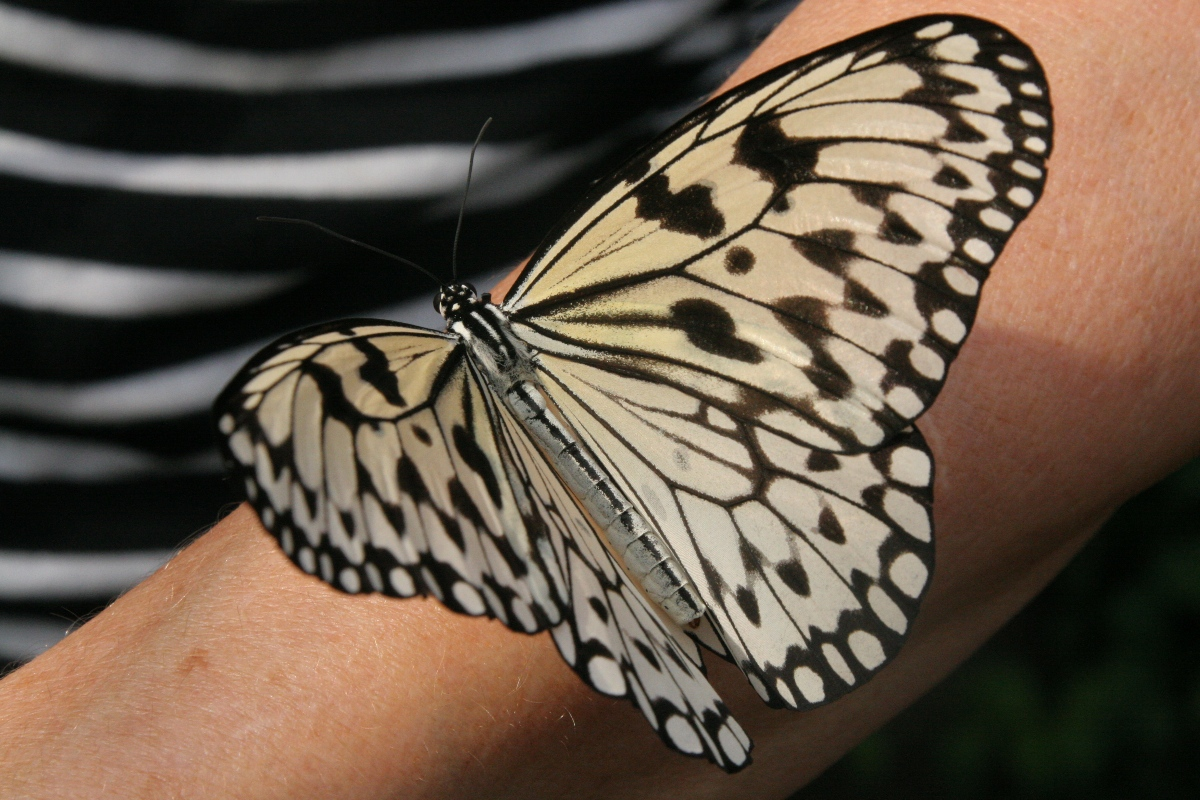
腕にとまったオオゴマダラ（セントルイス動物園）

### アメリカ
- en:Long Island Aquarium and Exhibition Center - ニューヨーク州リバーヘッド (Riverhead (town), New York)
- Philadelphia Insectarium and Butterfly Pavilion（en:Insectarium (Philadelphia)） - ペンシルバニア州フィラデルフィア
- デトロイト動物園（英語版） - ミシガン州ロイヤルオーク
- en:Cincinnati Zoo and Botanical Garden - オハイオ州シンシナティ
- バイエル昆虫館（英語版）（セントルイス動物園（英語版）内） - ミズーリ州セントルイス
- ヘンリー・ドーリー動物園&水族館（英語版） - ネブラスカ州オマハ
- 国立自然史博物館 - ワシントンD.C.
- オーデュボン昆虫館（英語版） - ルイジアナ州ニューオーリンズ
- ヒューストン自然科学博物館（英語版） - テキサス州ヒューストン
- en:Bohart Museum of Entomology（カリフォルニア大学デービス校内） - カリフォルニア州デイビス
- ロサンゼルス郡自然史博物館（英語版） - カリフォルニア州ロサンゼルス
- サンフランシスコ動物園 - カリフォルニア州サンフランシスコ

### カナダ
- モントリオール昆虫館（英語版） - ケベック州モントリオール
- ニューファンドランド昆虫館（英語版） - ニューファンドランド・ラブラドール州
- en:Victoria Bug Zoo - ブリティッシュコロンビア州ビクトリア
- en:Victoria Butterfly Gardens - ブリティッシュコロンビア州ブレントウッドベイ（英語版）

### イギリス
- en:Stratford Butterfly Farm - ウォリックシャー州ストラトフォード＝アポン＝エイヴォン

### フランス
- ブザンソンの城塞（フランス語版） - ブルゴーニュ＝フランシュ＝コンテ地域圏ブザンソン

### イタリア
- Esapolis（イタリア語版）[2] - ヴェネト州パドヴァ

### タイ
- Bangkok Butterfly Garden and Insectarium - バンコク

### マレーシア
- クアラルンプール・バタフライ・パーク（英語版）[3]
- ペナン・バタフライ・ファーム[3]

### 台湾
- 昆虫科学博物館（英語版） - 台北市
- 木生昆虫博物館（英語版）[4] - 埔里
- 錦吉昆虫館[4] - 埔里

### 中国
- 上海大自然野生昆虫館

## 日本の昆虫館
日本最初の昆虫館は、名和靖が1896年（明治29年）に岐阜市京町に創立した名和昆虫研究所とされる。1904年（明治37年）に岐阜市の要請で岐阜公園に移転し、1911年（明治44年）に財団法人となり、また1919年（大正8年）に付属施設として名和昆虫博物館が開館している。また1907年（明治40年）頃、浅草に昆虫館が開館しているが、こちらも名和靖の関わっているものである。
ヨーロッパにおける昆虫館が「生きた昆虫」を紹介するテラリウム形式なのに対し、日本における昆虫館は名和昆虫博物館（1919年開館）、平山昆虫博物館（1930年開館）、宝塚昆虫館（1939年開館）など、いずれも最初は「標本展示」から始まった。1954年に宝塚昆虫館が生きた虫を見せるテラリウム形式の「生態展示」を始め、その後、豊島園昆虫館、国立科学博物館付属自然教育園、多摩動物公園なども生態展示を開始した。
1990年には矢島稔が中心となり全国昆虫施設連絡協議会が設立された。2021年6月時点で22の施設が加盟している。

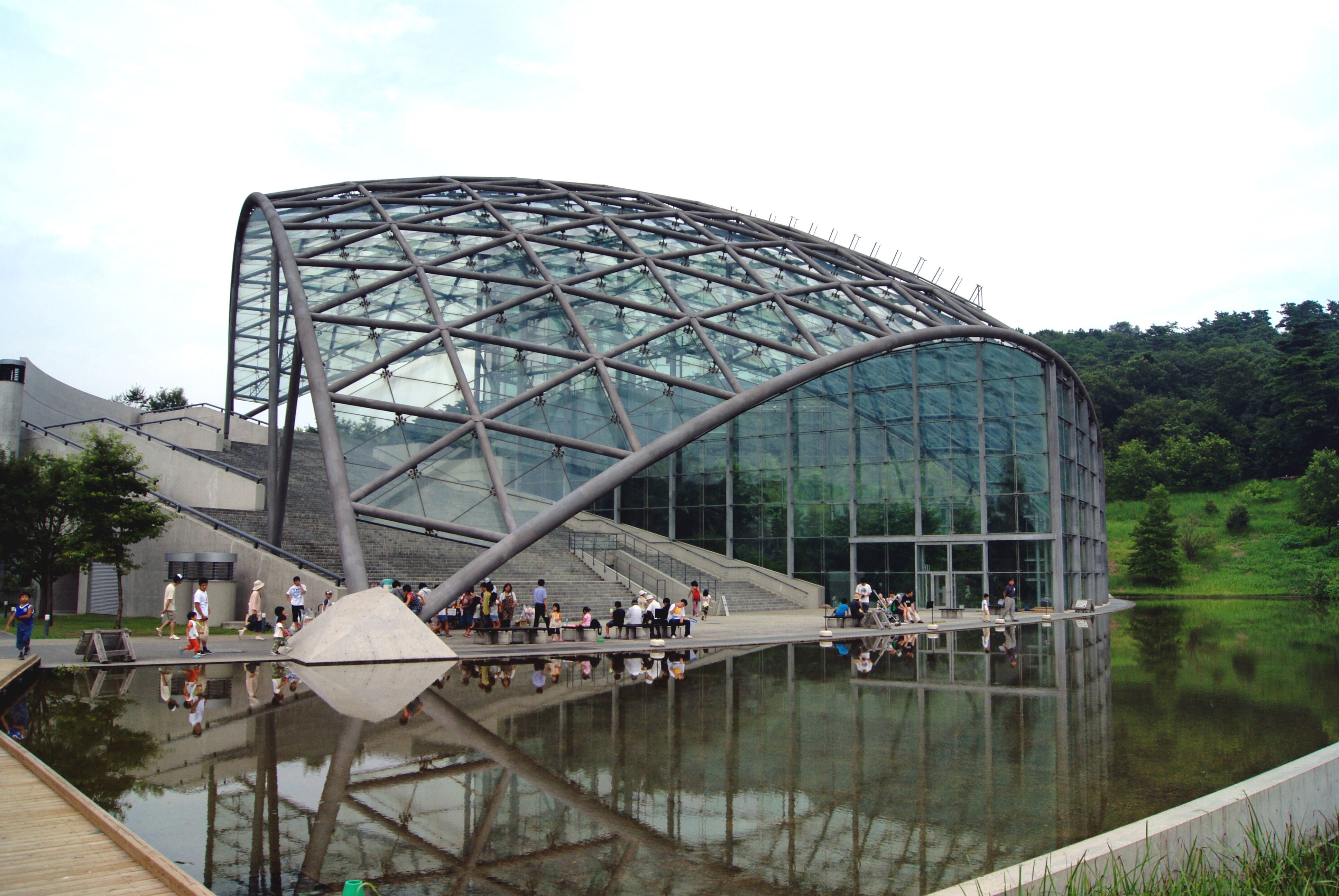
生態温室（ぐんま昆虫の森）

## 日本の昆虫館一覧
日本に所在する昆虫館を県別に記載する。便宜を考え、昆虫標本を多く所蔵する博物館や、蝶やカブトムシなどが観察できる施設等も一覧に含めた。

### 北海道
- 丸瀬布昆虫生態館（丸瀬布森林公園いこいの森）[13][14][15][16]
- ひがし大雪自然館[17][16]
- 釧路市立博物館[16]
- 昆虫館パピヨンシャトー[18][14][15][19]
- ふるさといきものの里・オオムラサキ館（前身はファーブルの森）
- ところ昆虫の家[20]
- 北海道大学総合博物館[21]

### 青森
- 青森県立郷土館[22]

### 岩手
- 岩手県立博物館[22]

### 秋田
- 秋田県立博物館[22]

### 宮城
- こんちゅう館（栗原市サンクチュアリセンターつきだて館）[23][15]
- カメイ美術館[24]

### 山形
- 山形県立博物館[22]
- よねざわ昆虫館[14][15][22]

### 福島
- 福島県立博物館
- ムシムシランド[14][15]
- ムシテックワールド[25][15][26]
- アクアマリンいなわしろカワセミ水族館[27]

### 茨城
- かすみがうら市水族館[28]
- つくば市 豊里ゆかりの森 昆虫館[27][29][26]
- ミュージアムパーク茨城県自然博物館[30]

### 栃木
- 栃木県立博物館[30][26]
- 井頭公園 花ちょう遊館[27]
- 那須昆虫ワールド[14]

### 群馬
- ぐんま昆虫の森[28][25][14][26]
- 草津熱帯圏[31]
- 群馬県立自然史博物館

### 埼玉
- 東武動物公園 ほたリウム[32]
- 狭山丘陵いきものふれあいの里センター
- 加須市大越昆虫館[33]
- よりいトンボ自然館[34][31]
- 埼玉県立自然の博物館

### 千葉
- 千葉県立中央博物館[31]
- 千葉県立成田西陵高等学校 昆虫館
- 道の駅南房パラダイス[31]

### 東京
- 国立科学博物館[35][31]
- 板橋区立昆虫公園
- ファーブル昆虫館「虫の詩人の館」[36][32][28][37]
- 大田原市ふれあいの丘 自然観察館[32][14]
- 足立区生物園[32][28][25][37]
- 多摩動物公園 昆虫園[28][25][37]
- 多摩六都科学館[30]
- 諏訪クワガタ昆虫館[38][28]
- 目黒寄生虫館

### 神奈川
- 神奈川県立生命の星・地球博物館[37]
- 横須賀市自然・人文博物館[39]
- シルク博物館[32]
- 養老昆虫館（養老孟司の別荘、非公開）[40]

### 山梨
- 北杜市オオムラサキセンター[25][41]
- すずらん昆虫館[42]
- 山梨県立博物館

### 長野
- 世界昆虫館[43]
- 佐久市平尾山公園・佐久平ハイウェイオアシス「パラダ」昆虫体験学習館[44][14]
- 信州昆虫資料館
- ハチ博物館

### 新潟
- 胎内昆虫の家[27][45][39]
- 長岡市立科学博物館[39]
- 新潟県立自然科学館

### 富山
- 富山市科学博物館[39]
- 昆虫王国立山 立山自然ふれあい館[14]

### 石川
- 石川県ふれあい昆虫館[28][25][41]

### 福井
- 福井市自然史博物館
- 福井県自然保護センター[41]

### 静岡
- 磐田市竜洋昆虫自然観察公園[46][28][14][47][48][41]
- 朝比奈 龍勢・昆虫館（旧：ふるさと世界の昆虫館）[49][50][51]
- 浜松市動物園 こんちゅう館[52]
- ふじのくに地球環境史ミュージアム

### 愛知
- 豊橋市自然史博物館[52]

### 岐阜
- 名和昆虫博物館[28][47][52]
- 谷汲昆虫館[53]
- 岐阜県博物館

### 三重
- 三重県総合博物館
- 三重県上野森林公園[47]
- 玉城まちかど博物館「紙の昆虫館」[27]

### 滋賀
- 滋賀県立琵琶湖博物館[52]
- 甲賀市みなくち子どもの森 自然館[28]
- ビートルランド・米原（グリーンパーク山東内）

### 京都
- 京都市青少年科学センター[54][14][55]

### 大阪
- 箕面公園昆虫館[28][54][55]
- 大阪市立自然史博物館[28][55]

### 兵庫
- 伊丹市昆虫館[28][25][56]
- 兵庫県立人と自然の博物館[28][56]
- 佐用町昆虫館[57][54][56]
- 赤松の郷昆虫文化館（播磨昆虫民俗資料館）[58]
- たつの みんなの昆虫館[59]
- しい茸ランドかさや[54]
- リフレッシュパーク市川[54][14]
- おもしろ昆虫化石館

### 奈良
- 橿原市昆虫館[28][25][54][56]
- ならまち糞虫館[27]

### 和歌山
- 和歌山県立自然博物館[28][60]

### 鳥取
- 鳥取県立博物館[60]

### 島根
- 島根県立宍道湖自然館ゴビウス[60]
- 島根県立三瓶自然館サヒメル

### 岡山
- 倉敷市立自然史博物館[60]
- つやま自然のふしぎ館[61]
- 倉敷昆虫館[62][61]

### 広島
- 広島市森林公園こんちゅう館[25][61]
- 昆虫の家 頑愚庵

### 山口
- 山口県立山口博物館[61]
- 美祢市立秋吉台科学博物館[61]
- 豊田ホタルの里ミュージアム[27][63]

### 香川
- 高松市こども未来館

### 愛媛
- 愛媛県総合科学博物館[63]
- 愛媛大学ミュージアム[64]

### 徳島
- 徳島県立博物館[63]
- 美郷ほたる館

### 高知
- トンボ王国（四万十川学遊館あきついお・四万十市トンボ自然公園）[25][27][63]

### 福岡
- 北九州市立いのちのたび博物館[63]
- 北九州市ほたる館[65]

### 佐賀
- 佐賀県立博物館

### 長崎
- 長崎バイオパーク[14][66][67]
- たびら昆虫自然園[27][67]

### 熊本
- 熊本博物館
- 杉養蜂園 阿蘇みつばち牧場[66]

### 大分
- 大分農業文化公園 花昆虫館
- 直川憩の森公園 昆虫館[68][14][66]

### 宮崎
- 宮崎県総合博物館
- 大淀川学習館[27]

### 鹿児島
- 鹿児島県立博物館[69][67]
- フラワーパークかごしま[66]

### 沖縄
- 沖縄県立博物館・美術館[69]
- 琉球大学博物館（風樹館）[67]
- アヤミハビル館[27][70]
- バンナ公園 世界の昆虫館

### かつて存在した昆虫館

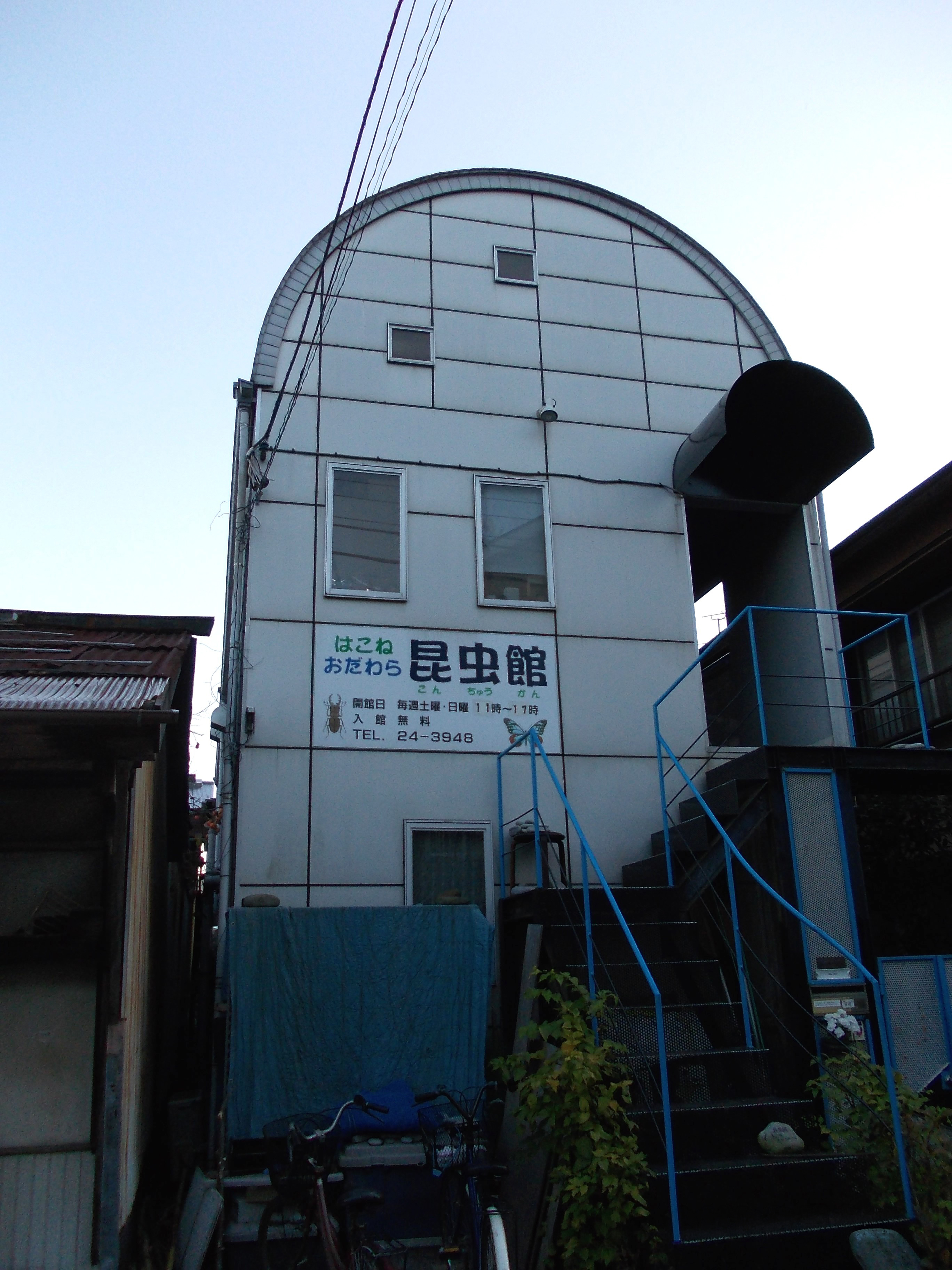
はこね・おだわら昆虫館

- 木馬館（東京、1907年開館、当初は昆虫館だった）
- 平山博物館（東京、1930年開館、1955年頃に閉館）
- 蝉類博物館（東京、1938年開館[71]、加藤正世の没後閉館）
- 宝塚昆虫館（兵庫、1967年閉館[8]、宝塚ファミリーランドは2003年閉園）
- 近鉄玉手山遊園地（大阪、1998年閉館）
- 三原恵下谷昆虫園（広島、1977年開館、閉館時期は不明）
- 兵庫県千種川グリーンライン昆虫館（兵庫県昆虫館、1971年開館、2008年閉館）[72]
- 夢虫館（香川、2009年閉館）
- 札幌市円山動物園 昆虫館（北海道、昆虫館は1974年開館、2010年閉館[73]）
- みやこパラダイス（沖縄、2011年閉鎖）
- はこね・おだわら昆虫館（神奈川、2014年7月閉館）[74]
- 板橋区ホタル生態環境館（東京、2015年閉館）
- おごせ昆虫と自然の館（埼玉、2019年3月21日閉館[75]、同年、移転して加須市大越昆虫館として開館[33]）
- こぶちさわ昆虫美術館[41]（山梨、2019年11月閉館）
- としまえんのもり 昆虫館（東京、前身は1957年開館の豊島園昆虫館、2020年閉園）
- ウェスパ椿山（青森、2020年閉園）[76]
- 琉宮城蝶々園（沖縄、2021年頃閉園）[77]